# Бои под Лорхом и Гмюндом
Бои под Лорхом и Гмюндом (нем. Lorch, Gmünd) — бои между имперской армией Кристиана Эрнста маркграфа Байройтского и французской армией маршала Виллара во время Войны за испанское наследство, произошли 20 июня 1707 года в ходе кампании 1707 года на Рейне. 
8 июня отступающая имперская армия маркграфа Байройтского двинулась через Лорх и Гмюнд в район Баргау, перед Хойбахом, где заняла позицию на высотах левого берега Ремса, чтобы прикрыть дороги на Ульм и Донаувёрт. Здесь она начала закрепляться. Барон Йостунг остался с 500 солдатами в Шорндорфе, который был окружён древней, но довольно хорошо сохранившейся стеной, в то время как фельдмаршал-лейтенант барон Янус фон Эберштедт (нем. Jahnus von Eberstädt) с 1800 солдатами франконских полков занял позицию на «перевале Лорхер» между Плюдерхаузеном и Лорхом.
После захвата 14 июня Шорндорфа французская армия маршала Виллара простояла лагерем до 19 числа, обеспечивая себя продовольствием. 19 июня, получив сообщение, что отряд из полутора тысяч пехотинцев и пятисот кавалеристов противника двинулся к аббатству Лорх, расположенному над очень узким ущельем площадью более лиги, прорезанному бесконечным количеством оврагов, маршал решил напасть на имперцев, чтобы не дать им времени для дальнейшего укрепления. 
Утром 20 июня генерал де Версей (фр. de Verseilles) выступил с гусарами, 200 кирасирами и 4 гренадерскими ротами из Шорндорфа в сторону Плюдерхаузена, чтобы прикрыть продвижение основной армии, находившейся под личным руководством маршала Виллара, двигавшейся тремя колоннами с пехотой по склонам, с продвижением артиллерии в дефиле.
Когда французы заметили, что выдвинутый противником отряд отступает к Вальдхаузену, они послали в авангард еще 6 эскадронов, после чего Версей немедленно атаковал Вальдхаузен, подожжённый противником. Французы вторглись в посёлок и захватили 130 человек пехоты, стоявшей вдоль изгородей. Остальные защитники, преследуемые французской кавалерией, отступили к шанцам под Лорхом, откуда повели такой оживлённый ружейный и пушечный огонь, что нападавшие драгуны были вынуждены отступить.
После того как подошла французская пехота, Виллар приказал атаковать шанцы. Генерал-лейтенант де Сен-Фремон (фр. de Saint-Fremont) повел три пехотные бригады и основную часть кавалерии против левого крыла союзников, а Виллар с четвёртой пехотной бригадой и двумя эскадронами обошел их правый фланг у аббатства Лорх. Десять орудий поддерживали атаку своим огнём.
Хотя с момента первого появления французской кавалерии перед шанцами прошло 1,5 часа, фельдмаршал-лейтенант Янус, командовавший обороной, начал покидать свои позиции только в тот момент, когда колонны противника перешли в решающую атаку. Ему всё же удалось добиться беспрепятственного вывоза орудий и, прикрывшись сильным арьергардом, вывести свой отряд в район Гмюнда.
Однако там дефиле расширяется и превращается в долину, доступную во всех направлениях, и это дало генерал-лейтенанту Сен-Фремону возможность пустить в бой свою кавалерию. Бой был коротким и завершился полным уничтожением отряда Януса. В руки победителей достались пленными 16 офицеров и 600 солдат.
Уцелевшие отступили за Гмюндт. После боя Виллар расположился лагерем недалеко от Лорха и готовился 23-го повторить атаку, но ночью с 22 на 23 июня противник отступил и направился по дороге на Аален.